# هنريك بيوركلاند
هنريك بيوركلاند (بالسويدية: Henrik Björklund)‏ هو لاعب هوكي جليد سويدي، ولد في 22 سبتمبر 1990 في كارلستاد في السويد.

## وصلات خارجية
- هنريك بيوركلاند على موقع دوري الهوكي الوطني (الإنجليزية)
- هنريك بيوركلاند على موقع EliteProspects.com (الإنجليزية)
- هنريك بيوركلاند على موقع Eurohockey.com (الإنجليزية)
- هنريك بيوركلاند على موقع HockeyDB.com (الإنجليزية)